# Copa Telmex 2010
Copa Telmex 2010 — тенісний турнір, що проходив на ґрунтових кортах у місті Буенос-Айрес, Аргентина з 15 лютого . Належав до категорії ATP World Tour 250, був турніром серії Argentina Open 2010 року.

## Фінальна частина

### Одиночний розряд
Хуан Карлос Ферреро —  Давид Феррер 5–7, 6–4, 6–3

### Парний розряд
Себастьян Прієто /  Орасіо Себальйос —  Зімон Гройль /  Петер Лучак 7–6(7–4), 6–3